# Heterodon
Heterodon là một chi rắn trong họ Colubridae và chi đặc hữu của Bắc Mỹ.

## Các loài
- H. nasicus Baird & Girard, 1852
- H. platirhinos Latreille, 1801
- H. simus (Linnaeus, 1766)